# Войнино

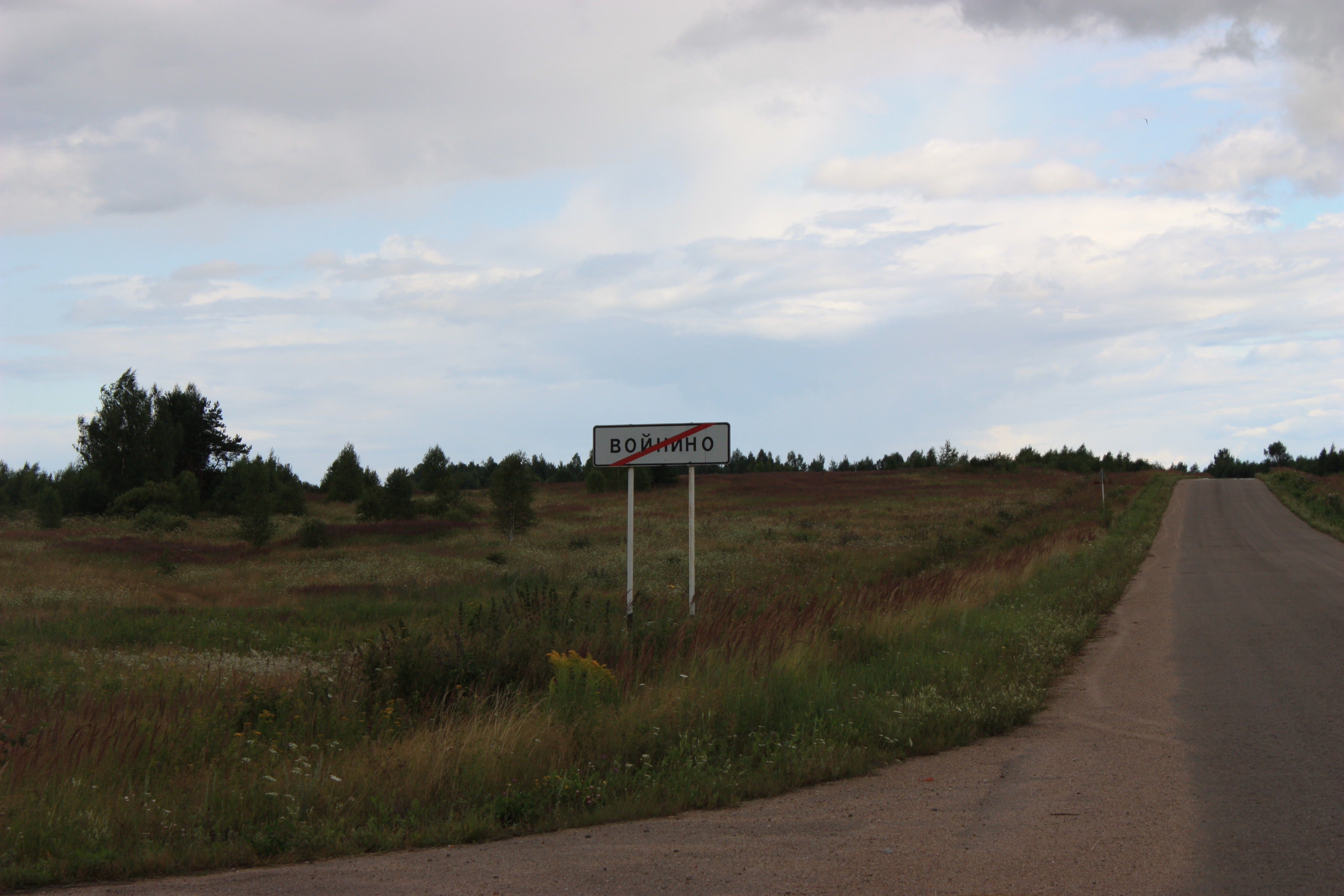
Деревня Войнино.

Войнино — деревня в Монастырщинском районе Смоленской области России. Входит в состав Любавичского сельского поселения. Население — 5 жителей.(2012год).
Расположена в западной части области в 24 км к юго-западу от Монастырщины, в 53 км западнее автодороги А141 Орёл — Витебск, на берегу реки Кохля. В 58 км восточнее деревни расположена железнодорожная станция Васьково на линии Смоленск — Рославль.

## История
В годы Великой Отечественной войны деревня была оккупирована гитлеровскими войсками в июле 1941 года, освобождена в сентябре 1943 года.